# Radical 203
Le radical 203, qui signifie le noir, est un des 4 des 214 radicaux chinois répertoriés dans le dictionnaire de Kangxi composés de douze traits.
Le caractère Unicode de 黑 est 9ED1.

## Caractères avec le radical 203
| nombre de traits          | caractères           |
| ------------------------- | -------------------- |
| Sans trait supplémentaire | 黑 黒                |
| 3 traits supplémentaires  | 黓                   |
| 4 traits supplémentaires  | 黔 黕 黖 黗 默 黙    |
| 5 traits supplémentaires  | 黚 黛 黜 黝 點       |
| 6 traits supplémentaires  | 黟 黠 黡             |
| 7 traits supplémentaires  | 黢 黣                |
| 8 traits supplémentaires  | 黤 黥 黦 黧 黨 黩 黪 |
| 9 traits supplémentaires  | 黫 黬 黭 黮 黯       |
| 10 traits supplémentaires | 黰 黱                |
| 11 traits supplémentaires | 黲 黳 黴             |
| 13 traits supplémentaires | 黵                   |
| 14 traits supplémentaires | 黶                   |
| 15 traits supplémentaires | 黷                   |
| 16 traits supplémentaires | 黸                   |